# Nadleśnictwo Koniecpol
Nadleśnictwo Koniecpol – jednostka organizacyjna Lasów Państwowych, podległa Regionalnej Dyrekcji Lasów Państwowych w Katowicach. Siedzibą nadleśnictwa jest miejscowość Koniecpol.
Nadleśnictwo położone jest na terenie województw: śląskiego i świętokrzyskiego, w granicach powiatów: częstochowskiego, zawierciańskiego, myszkowskiego i włoszczowskiego.

## Historia Nadleśnictwa
Nadleśnictwo Koniecpol powstało w roku 1945 w wyniku przejęcia na mocy Dekretu PKWN o Reformie Rolnej, na rzecz Skarbu Państwa, lasów prywatnych. Do XVII wieku lasy te należały do rodziny Koniecpolskich, następnie Czapskich, a od XVIII wieku do rodziny Potockich. Planowa gospodarka leśna na tym obszarze była prowadzona co najmniej od drugiej połowy XIX wieku, o czym świadczą zachowane plany gospodarcze z lat 1886- 1888, 1894 i 1900. Do roku 1962 Nadleśnictwo funkcjonowało pod nazwą Chrząstów, a jego powierzchnia wynosiła 4 tys. ha. Na skutek przeprowadzonej w tym okresie reorganizacji nastąpiła zmiana nazwy na obecną oraz uległy poszerzeniu granice Nadleśnictwa. W roku 1976 do Nadleśnictwa Koniecpol włączone zostało leśnictwo Pradła przejęte z Nadleśnictwa Siewierz, a w 1978 nastąpiło połączenie z Nadleśnictwem Szczekociny, w wyniku czego powstała jednostka funkcjonująca w obecnych granicach.

## Warunki geograficzno-przyrodnicze
Nadleśnictwo Koniecpol położone jest w Małopolskiej Krainie Przyrodniczo-Leśnej, w Dzielnicy Wyżyny Środkowomałopolskiej. Zasięg terytorialny Nadleśnictwa wynosi około 935,5 km².
- Powierzchnia ogólna gruntów Nadleśnictwa: 15 762,8 ha[2]; w 2 obrębach: Koniecpol i Szczekociny, podzielonych na 12 leśnictw: Bałków, Biała Wielka, Kuczków, Mełchów, Załęże, Dębowiec, Kossów, Małachów, Perzyny, Radków, Siedliska, Pradła.
- Siedliska leśne: borowe 82%, lasowe i inne 18%.
- Główne gatunki lasotwórcze: sosna 86%, olcha 7%, brzoza 4%, świerk i dąb po 1% oraz pozostałe 1% (buk, grab, topola, osika),
- Nadleśnictwo sprawuje nadzór nad 6,7 tys. ha lasów niestanowiących własności Skarbu Państwa[3],
- Nadleśnictwo położone jest w zlewiskach rzek: Białki, Krztyni, Pilicy i Nidy.

## Ochrona przyrody
- Na gruntach Nadleśnictwa znajdują się dwa rezerwaty przyrody: „Kępina” w obrębie Szczekociny o powierzchni 89,58 ha oraz „Borek” w obrębie Koniecpol o powierzchni 64,70 ha[1].

Ponadto w zasięgu terytorialnym Nadleśnictwa znajduje się rezerwat „Góra Zborów”, ale tylko niewielki pododdział leśny o powierzchni 0,15 ha leży na gruntach zarządzanych przez Nadleśnictwo.
- Południowo-zachodnia część Nadleśnictwa położona w zasięgu Jury Krakowsko-Częstochowskiej, z uwagi na wyjątkowe walory przyrodnicze, włączona została do Parku Krajobrazowego Orlich Gniazd funkcjonującego w strukturze Zespołu Parków Krajobrazowych Województwa Śląskiego[1]. Obszar ten posiada urozmaiconą rzeźbę. Znajdują się tutaj wypiętrzenia skalne z wieloma grotami i jaskiniami oraz liczne rozlewiska rzeki Białki. Łączna powierzchnia wchodząca w skład Parku Krajobrazowego Orlich Gniazd wynosi 169,60 ha[1].